# توماس ولش (كاهن كاثوليكي)
توماس ولش (بالإنجليزية: Thomas Jerome Welsh)‏ هو كاهن كاثوليكي أمريكي، ولد في 20 ديسمبر 1921 في بنسيلفانيا في الولايات المتحدة، وتوفي في 19 فبراير 2009 في ألينتاون في الولايات المتحدة.